# Shetland Sheepdog
Shetland Sheepdog (ofte kaldet Sheltie) er en hunderace, som stammer fra Shetlandsøerne. Den findes i farvene zobel (ren eller med sorte hårspidser i alle farver fra lys gylden til dyb mahogni), tricolor (dybsort på kroppen), blue merle (klar sølvblå, plettet og marmoreret med sort), Sort/hvid og Black and Tan.
Pelsen har to lag: dækpelsen er langhåret, af grov tekstur og lige samt underulden som er blød, kort og tilliggende. Sheltien har en fyldig manke og brystpels. Forbenene skal have gode faner og bagbenene over haserne skal være tæt beklædt med pels. Hannerne skal have overdådig pels, tæverne skal have en pelsmængde, der følger kroppen. 
Øjnene skal være mørke og mandelformet.
Hunderacen er kendt for at være meget lærenem og intelligent.
Sheltien kan minde om den langhårede collie i udseende, bare i en mindre udgave. Temperamentsmæssigt er de forskellige.
Højde: standarden siger 33-39,5 cm. Variationer i højden forekommer. Vægt: 5-10 kg 